# Whitecross (Band)
Whitecross ist eine amerikanische christliche Metal-Band, die 1986 in Chicago gegründet wurde. Sie war Ende der 1980er bis Anfang der 1990er eine der populärsten christlichen Melodic-Metal-Bands der USA, deren Kern Sänger Scott Wenzel und Gitarrist Rex Carroll waren.

## Bandgeschichte
Whitecross wurde 1986 von Rex Carroll and Scott Wenzel gegründet. Ein Jahr später wurde das selbstbetitelte Debütalbum auf dem Label Pure Metal veröffentlicht. Wegen ihres Stils wurden sie damals oft mit der Hair-Metal-Gruppe Ratt verglichen. Auf das Debüt folgte dann die EP Love On the Line. Des Weiteren wurden die Alben Hammer and Nail (1988) und Triumphant Return (1989) veröffentlicht. Pure Metal wurde dann von Star Song gekauft. Es wurden zwei weitere Alben aufgenommen und man gewann 1990 und 1992 bei den Dove Awards in der Kategorie Hard Music Album of the Year. Dann verließ Rex Carroll, der als Gründungsmitglied ein wichtiger Bestandteil der Band war, die Gruppe 1993. Whitecross existierte aber noch bis 1998, mit Wenzel als einzig verbliebenem Gründungsmitglied. 2005 kamen Carroll und Wenzel wieder zusammen, um Whitecross neu zu formieren und das Debütalbum unter dem Namen Nineteen Eighty Seven neu aufzunehmen, versehen mit zwei Bonustracks.

## Diskografie
- 1987: Whitecross
- 1988: Love On the Line (EP)
- 1988: Hammer and Nail
- 1989: Triumphant Return
- 1991: In the Kingdom
- 1992: High Gear
- 1993: To the Limit: The Best of Whitecross (Greatest Hits)
- 1994: Unveiled
- 1995: By Demand
- 1995: Equilibrium
- 1996: Flytrap
- 1998: One More Encore
- 2005: Nineteen Eighty Seven